# Абанькін Вітольд Андрійович
Вітольд Андрійович Абанькін (нар. 15 червня 1946, Єйськ, Краснодарський край — 27 лютого 2024, Ростов-на-Дону) — російський дисидент і правозахисник. Небіж адмірала Павла Абанькіна.

## Життєпис
Під час строкової служби в армії на території НДР 4 серпня 1966 заарештований при спробі втечі до ФРН. Засуджений за звинуваченням у зраді і дезертирстві на 12 років таборів. У 1966—1978 рр. — відбував покарання в таборі Дубравлаг, Пермському таборі, Володимирській тюрмі. Брав участь в боротьбі ув'язнених за свої права. Про Абанькіна як про одного зі своїх соратників згадував в Нобелівській промові Андрій Сахаров.
За його власними словами, під час путчу ГКЧП умовив майора, який командував 10 танками, перейти на бік захисників російського Білого дому. Він також домовився з танкістами про обстріл будівлі КДБ на Луб'янці, але «московські демократи» завадили реалізувати цей план.
Жив у Ростові-на-Дону, очолював регіональну правозахисну організацію «Шлях до права» — за твердженням журналістів, за два роки до нього звернулися понад 200 осіб. На цій посаді, зокрема, виконував пісні на теми сталінських репресій, представляючись музичним гуртом «58-я стаття». Один з ініціаторів випуску книги віршів Юрія Галанськова, проведення Сахаровских читань. Учасник громадянського форуму «Пилорама».